# Ryder Cup 1979
Navigation
1977 1981
La Ryder Cup 1979, vingt-troisième édition de la Ryder Cup, a lieu du 14 au 16 septembre 1979, sur le terrain de golf du complexe hotelier de The Greenbrier à White Sulphur Springs, en Virginie-Occidentale.
L'équipe américaine s'impose sur le score de 19 à 9.	

## Historique
En 1979, alors que la domination des États-Unis s'intensifie et que l'intérêt pour la compétition commence à chuter, la Ryder Cup est à un carrefour. Des mesures doivent être établies pour la sauver. La solution consiste en la réunion d'une équipe britannique et d'une équipe européenne qui inclut une star de demain, Severiano Ballesteros. Cette union transforme la Ryder Cup et explique son succès actuel.

## Organisation

### Parcours
La compétition se déroule sur le parcours du célèbre complexe hotelier de The Greenbrier situé à White Sulphur Springs, Virginie-Occidentale aux États-Unis. D'une longueur de 6 721 yards (6 145 mètres) en 72 coups ce parcours est situé dans une vallée boisée de 2600 hectares. D'abord construit en 1924 par Seth Raynor, "The Greenbrier" a été réaménagé en 1977 par Jack Nickiaus et reste probablement le resort le plus luxueux à avoir accueilli une Ryder Cup. En tout, 26 présidents américains y ont séjourné.
La compétition a eu lieu sur le parcours du complexe hotelier de The Greenbrier, situé à White Sulphur Springs, Virginie-Occidentale.
| Aller | Aller | Aller                     | Retour | Retour | Retour                    |
| N°    | Par   | Distance (yards / mètres) | N°     | Par    | Distance (yards / mètres) |
| ----- | ----- | ------------------------- | ------ | ------ | ------------------------- |
| 1     | 4     | 428 / 391                 | 10     | 4      | 347 / 317                 |
| 2     | 4     | 409 / 374                 | 11     | 3      | 175 / 160                 |
| 3     | 5     | 483 / 442                 | 12     | 5      | 516 / 472                 |
| 4     | 3     | 167 / 153                 | 13     | 4      | 415 / 380                 |
| 5     | 5     | 546 / 499                 | 14     | 4      | 306 / 280                 |
| 6     | 4     | 455 / 416                 | 15     | 4      | 440 / 402                 |
| 7     | 3     | 210 / 192                 | 16     | 4      | 412 / 377                 |
| 8     | 5     | 501 / 458                 | 17     | 3      | 158 / 144                 |
| 9     | 3     | 203 / 185                 | 18     | 5      | 550 / 503                 |
| Aller | 36    | 3 402 / 3 110             | Retour | 36     | 3 319 / 3 035             |

## Équipes
| États-Unis         | États-Unis       | Europe                | Europe                              |
| ------------------ | ---------------- | --------------------- | ----------------------------------- |
|                    |                  |                       |                                     |
| Capitaines         |                  |                       |                                     |
| Billy Casper       | Billy Casper     | John Jacobs (en)      | John Jacobs (en)                    |
| Joueur             | Note             | Joueur                | Note                                |
| Andy Bean (en)     | débutant         | Severiano Ballesteros | débutant                            |
| Lee Elder (en)     | débutant         | Brian Barnes (en)     | 6e participation                    |
| Hubert Green (en)  | 2e participation | K.Brown (en)          | 2e participation                    |
| Mark Hayes (en)    | débutant         | Nick Faldo            | 2e participation                    |
| Hale Irwin         | 3e participation | Bernard Gallacher     | 6e participation                    |
| Tom Kite           | débutant         | Antonio Garrido (en)  | débutant                            |
| John Mahaffey (en) | débutant         | Tony Jacklin          | 7e participation                    |
| Gil Morgan (en)    | débutant         | Mark James            | 2e participation                    |
| Larry Nelson       | débutant         | Michael King (en)     | débutant                            |
| Lee Trevino        | 5e participation | Sandy Lyle            | débutant                            |
| Lanny Wadkins (en) | 2e participation | Peter Oosterhuis      | Choix du capitaine 5e participation |
| Fuzzy Zoeller      | débutant         | Des Smyth (en)        | Choix du capitaine débutant         |

## Compétition
La Ryder Cup est une compétition de match-play par équipes, chaque match rapportant 1 point. La participation des Européens continentaux étant autorisés à partir de cette Ryder Cup, le changement de format final a amené, le nombre total de points à 28. 14½ points sont nécessaires pour remporter la Coupe, tandis que 14 points suffisent pour que le champion en titre conserve la Coupe.
Le format de la compétition à partir de cette édition est la suivante :
- Première journée (vendredi) : 4 matchs en fourballs et 4 matchs en foursomes
- Deuxième journée (samedi) : 4 matchs en foursomes et 4 matchs en fourballs
- Troisième journée (dimanche) : 12 matchs individuels

Foursomes : Dans ce format, par équipe de deux joueurs, les deux golfeurs d'une équipe jouent la même balle à tour de rôle. L’un des joueurs commence les départs pairs et l’autre les impairs. Si l'équipe européenne et l'équipe américaine sont à égalité, les deux équipes partagent le trou.

Fourballs : Dans ce format, par équipe de deux joueurs, tous les golfeurs jouent leurs balles et le golfeur qui réalise le meilleur score du trou donne un point à son équipe. Si le meilleur joueur européen et le meilleur joueur américain sont à égalité, les deux équipes partagent le trou.

### Première journée
Vendredi 14 septembre 1979 - Matin
| États-Unis                      | Résultats           | Europe                                     |
| ------------------------------- | ------------------- | ------------------------------------------ |
| Lanny Wadkins (en) Larry Nelson | États-Unis : 2 et 1 | Antonio Garrido (en) Severiano Ballesteros |
| Lee Trevino Fuzzy Zoeller       | États-Unis : 3 et 2 | K. Brown (en) Mark James                   |
| Andy Bean (en) Lee Elder (en)   | États-Unis : 2 et 1 | Peter Oosterhuis Nick Faldo                |
| Hale Irwin John Mahaffey (en)   | Europe : 2 et 1     | Bernard Gallacher Brian Barnes (en)        |
| 3                               | Session             | 1                                          |
| 3                               | Au général          | 1                                          |

Vendredi 14 septembre 1979 - Après-midi
| États-Unis                      | Résultats           | Europe                                     |
| ------------------------------- | ------------------- | ------------------------------------------ |
| Hale Irwin Tom Kite             | États-Unis : 7 et 6 | Ken Brown (en) Des Smyth (en)              |
| Fuzzy Zoeller Hubert Green (en) | Europe : 3 et 2     | Severiano Ballesteros Antonio Garrido (en) |
| Lee Trevino Gil Morgan (en)     | Égalité             | Sandy Lyle Tony Jacklin                    |
| Lanny Wadkins (en) Larry Nelson | États-Unis : 4 et 3 | Bernard Gallacher Brian Barnes (en)        |
| 2½                              | Session             | 1½                                         |
| 5½                              | Au général          | 2½                                         |

### Deuxième journée
Samedi 15 septembre 1979 - Matin
| États-Unis                      | Résultats           | Europe                                     |
| ------------------------------- | ------------------- | ------------------------------------------ |
| Lee Elder John Mahaffey (en)    | Europe : 5 et 4     | Tony Jacklin Sandy Lyle                    |
| Andy Bean (en) Tom Kite         | Europe : 6 et 5     | Nick Faldo Peter Oosterhuis                |
| Fuzzy Zoeller Mark Hayes (en)   | Europe : 2 et 1     | Bernard Gallacher Brian Barnes (en)        |
| Lanny Wadkins (en) Larry Nelson | États-Unis : 3 et 2 | Severiano Ballesteros Antonio Garrido (en) |
| 3                               | Session             | 1                                          |
| 8½                              | Au général          | 3½                                         |

Samedi 15 septembre 1979 - Après-midi
| États-Unis                      | Résultats           | Europe                                     |
| ------------------------------- | ------------------- | ------------------------------------------ |
| Lanny Wadkins (en) Larry Nelson | États-Unis : 5 et 4 | Severiano Ballesteros Antonio Garrido (en) |
| Hale Irwin Tom Kite             | États-Unis : 1 up   | Tony Jacklin Sandy Lyle                    |
| Lee Trevino Fuzzy Zoeller       | Europe : 3 et 2     | Bernard Gallacher Brian Barnes (en)        |
| Lee Elder (en) Mark Hayes (en)  | Europe : 1 up       | Nick Faldo Peter Oosterhuis                |
| 2                               | Session             | 2                                          |
| 10½                             | Au général          | 5½                                         |

### Troisième journée
Dimanche 16 septembre 1979 - Après-midi
| États-Unis         | Résultats           | Europe                |
| ------------------ | ------------------- | --------------------- |
| Lanny Wadkins (en) | Europe : 3 et 2     | Bernard Gallacher     |
| Larry Nelson       | États-Unis : 3 et 2 | Severiano Ballesteros |
| Tom Kite           | États-Unis : 1 up   | Tony Jacklin          |
| Mark Hayes (en)    | États-Unis : 1 up   | Antonio Garrido (en)  |
| Andy Bean (en)     | États-Unis : 4 et 3 | Michael King (en)     |
| John Mahaffey (en) | États-Unis : 1 up   | Brian Barnes (en)     |
| Lee Elder (en)     | Europe : 3 et 2     | Nick Faldo            |
| Hale Irwin         | États-Unis : 5 et 3 | D.Smyth (en)          |
| H.Green (en)       | États-Unis : 2 up   | Peter Oosterhuis      |
| Fuzzy Zoeller      | Europe : 1 up       | Ken Brown (en)        |
| Lee Trevino        | États-Unis : 2 et 1 | Sandy Lyle            |
| Gill Morgan (en)   | Égalité,            | Mark James            |
| 8½                 | Session             | 3½                    |
| 17                 | Au général          | 11                    |

## Statistiques des joueurs
| États-Unis         | États-Unis         | États-Unis       | États-Unis    | États-Unis       | Europe                | Europe                   | Europe           | Europe        | Europe           |
| Joueur             | Nombre d'éditions  | Avant 1979 V-D-N | En 1979 V-D-N | Après 1979 V-D-N | Joueur                | Nombre d'éditions        | Avant 1979 V-D-N | En 1979 V-D-N | Après 1979 V-D-N |
| ------------------ | ------------------ | ---------------- | ------------- | ---------------- | --------------------- | ------------------------ | ---------------- | ------------- | ---------------- |
| Andy Bean (en)     | 1 1979             | Aucun            | 2-1-0         | 2-1-0            | Severiano Ballesteros | 1 1979                   | Aucun            | 1-4-0         | 1-4-0            |
| Lee Elder (en)     | 1 1979             | Aucun            | 1-3-0         | 1-3-0            | B.Barnes (en)         | 6 1969-71-73-75-77 79    | 7-12-1           | 3-2-0         | 10-14-1          |
| Hubert Green (en)  | 2 1977-79          | 2-0-0            | 1-1-0         | 3-0-1            | K.Brown (en)          | 2 1977-79                | 0-1-0            | 1-2-0         | 1-3-0            |
| Mark Hayes (en)    | 1 1979             | Aucun            | 1-2-0         | 1-2-0            | Nick Faldo            | 2 1977-79                | 3-0-0            | 3-1-0         | 6-1-0            |
| Hale Irwin         | 3 1975-77-79       | 5-1-1            | 3-1-0         | 8-2-1            | Bernard Gallacher     | 6 1969-71-73-75-77 79    | 8-8-4            | 4-1-0         | 12-9-4           |
| Tom Kite           | 1 1979             | Aucun            | 3-1-0         | 3-1-0            | A.Garrido (en)        | 1 1979                   | Aucun            | 1-4-0         | 1-4-0            |
| John Mahaffey (en) | 1 1979             | Aucun            | 1-2-0         | 1-2-0            | Tony Jacklin          | 7 1967-69-71-73-75 77-79 | 12-13-5          | 1-2-1         | 13-15-6          |
| Gil Morgan (en)    | 1 1979             | Aucun            | 0-0-2         | 0-0-2            | Mark James            | 2 1977-79                | 0-3-0            | 0-1-1         | 0-4-1            |
| Larry Nelson       | 1 1979             | Aucun            | 5-0-0         | 5-0-0            | M.King (en)           | 1 1979                   | Aucun            | 0-1-0         | 0-1-0            |
| Lee Trevino        | 5 1969-71-73-75-79 | 11-6-5           | 2-1-1         | 13-7-6           | Sandy Lyle            | 1 1979                   | Aucun            | 1-2-1         | 1-2-1            |
| Lanny Wadkins (en) | 2 1977-79          | 3-0-0            | 4-1-0         | 7-1-0            | Peter Oosterhuis      | 5 1971-73-75-77-79       | 12-7-2           | 2-2-0         | 14-9-2           |
| Fuzzy Zoeller      | 1 1979             | Aucun            | 1-3-0         | 1-3-0            | Des Smyth (en)        | 1 1979                   | Aucun            | 0-2-0         | 0-2-0            |

## Controverse et retombées
Pour avoir refusé de porter la veste de l’équipe ou d’assister aux réunions, Mark James et Ken Brown s’attirent les foudres des officiels. Mark James a reçu une amende de 1 500 £ pour « conduite non professionnelle » lors de son retour au Royaume-Uni, tandis que Ken Brown lui a été condamné à une amende de 1 000 £ et interdit de service international pendant 12 mois. Ce sont à ce jour, les amendes les plus élevées du golf professionnel,